# Héctor Rossetto
Héctor Decio Rossetto (Bahía Blanca, 8 settembre 1922 – Buenos Aires, 23 gennaio 2009) è stato uno scacchista argentino, Grande maestro.
Di orgigini italiane (figlio di emigrati piemontesi) ,  fu uno dei più forti giocatori argentini del periodo 1940-1975.
Maestro Internazionale dal 1950 e Grande Maestro dal 1960, vinse cinque volte il campionato nazionale: nel 1942, 1944, 1947, 1962 e 1972.
Partecipò a sei olimpiadi degli scacchi dal 1950 al 1972, vincendo sei medaglie, tra cui un oro individuale a Helsinki 1952 e tre argenti di squadra.
Tra gli altri migliori risultati i seguenti:
- 1949 : 1º a Mar del Plata
- 1950 : 2º-3º a Mar del Plata
- 1952 : 1º a Rio de Janeiro, 1º a Barcellona, = 1º a Tarragona, 1º-2º a Mar del Plata
- 1957 : 2º-3º al torneo zonale del Sud America, ottenendo l'ammissione al torneo interzonale di Portorose
- 1961 : 1º Montevideo, 2º-4º a Santa Fe, 2º-5º a mar del Plata

Fu il direttore delle olimpiadi di Buenos Aires 1978.